# Discovery Studios
Discovery Studios – wewnętrzne studio telewizyjne realizujące programy dla sieci kanałów Discovery. Do głównych produkcji należą filmy dokumentalne i reality. 

## Produkcje
Przed utworzeniem studia produkcje spod logo Discovery były realizowane przez wiele niezależnych małych wytwórni filmowych (wszystkie stworzone i należące do Discovery Communications) takich jak np. Discovery Docs. Po utworzeniu Discovery Studios poprzednie studia i ich produkcje włączone zostały do kanonu Discovery Studios. Obecnie wytwórnia jest największym producentem filmów dokumentalnych. W 2008 stworzono ponad 300 godzin filmu.

### Nagrodzone filmy (wybór)
- Rezydencja Surykatek
- Wyprawa na Księżyc
- Grizzly Man
- Man on Wire
- Doubletime

## Zarząd
- Carole Tomko - prezydent wytwórni.
- Chris Weber - wiceprezydent.
- Sean Atkins - wiceprezydent do spraw produkcji i dystrybucji.
- Mary Clare Baquet - wiceprezydent do spraw filmów krótkometrażowych.
- Christopher Finnegan - wiceprezydent.
- Matt Katzive - wiceprezydent do spraw specjalnych projektów.
- Peter McKelvy - wiceprezydent do spraw usług muzycznych i udźwiękowienia.